# Theridion electum
Theridion electum là một loài nhện trong họ Theridiidae.
Loài này thuộc chi Theridion. Theridion electum được Octavius Pickard-Cambridge miêu tả năm 1896.